# 一ノ瀬響
一ノ瀬 響（いちのせ きょう、1972年6月26日 - ） は、東京都生まれの日本の作曲家。男性。父は作曲家・編曲家の一ノ瀬義孝、母はハワイアン歌手の日野てる子、姉は作曲家の一ノ瀬トニカ。

## 略歴
1972年、東京都生まれ。東京藝術大学音楽学部作曲科卒業、同大学大学院音楽研究科修士課程修了。大学在学中に現代音楽の作曲家として活動を開始する。以降、アルバム発表やコンサートといったソロ活動に加え、ユニット活動、CM音楽の作曲、映像作品のサウンドトラック制作、各分野アーティストとのコラボレーション及び楽曲提供、編曲、空間デザインやインスタレーションにおけるサウンドプログラミング等、ジャンルを横断した多彩な活動を展開。その作品も、活動の場同様、手法やジャンル、カテゴリによっては分類されない独自の「音」及び「音楽」観によって構築され、特にソロ作品においては、作風も含めて一作ごとに新機軸を打ち出す。また、2004年に発表されたセカンドアルバム『Lontano』が英国の音楽雑誌 “WIRE” の特集 ‘Rewind 2005’ にて ‘50 Records Of The Year plus specialist charts’ の一枚に選出されるなど、ヨーロッパをはじめとした海外からの評価も高い。2022年より日本音楽著作権協会（JASRAC）編曲審査委員会の委員。

## 主な受賞歴
- 1992年　第16回神奈川芸術祭作曲コンクール入賞
- 1993年　第10回名古屋文化振興賞入選 （「Breathing for string sextet」作曲）
- 1994年　東京藝術大学安宅賞受賞（ソロヴァイオリンとオーケストラのための「COMMUNION」作曲）
- 2006年　英国音楽雑誌 “WIRE” の特集 ‘Rewind 2005’ にて ‘50 Records Of The Year plus specialist charts’ の一枚に選出 （ソロアルバム『Lontano』）

## ディスコグラフィー

### アルバム
- よろこびの機械 （F.R.D. Record、2002年）
- Lontano （CUBIC MUSIC、2004年）
- A DAY （リビングワールド・川崎義博と共作、2007年）
- Protoplasm （STARNET MUZIK、2007年）
- Earthrise 2064 （PLOP/mu-nest、2011年）
- よろこびの機械2015 （Novel Sounds、2015年）

### シングル
- 夢の間－NATURES RIDE－（DEAR RESONANCE名義、GIZA（GZCA-2010）、2001年9月29日）

### コラボレーション
- Sense of （eufoniusとのコラボレーション「 Kyo Ichinose x eufonius」名義、frequency⇨e、2021年）

### プロデュース
- MAXバラエティーショー!! （オムニバスアルバム、「The First Flight」収録、KAERU CAFE、1997年）
- yume （藤原道山ソロアルバム、コロムビアミュージックエンタテインメント、2002年）

### アニメサウンドトラック
- CHAOS;HEAD （姉・一ノ瀬トニカとのユニット「tOkyO」名義、バップ、2009年）

### 参加作品
- FRONTECONTROFRONTIERA （「The First Flight」収録、Ars Publica、1999年）
- UTA （藤原道山ソロアルバム、日本コロムビア、2001年）
- touch 2 （CM曲集、ワーナーミュージック・ジャパン、2001年）
- COMPILATION MIMIKAKI Vol.2 （「Dear Resonance...（mimi-mix）」収録、KUWAGATA RECORD、2001年）
- 夏chai （CM曲集、ドリーミュージック、2003年）
- トキノコダマ2 （ALM RECORDS、2004年）
- We "hub" music! Vol. 01-04 （「Earthrise 2064（live version）」収録、MEGADOLLY、2011年）
- あまねく （Dual KOTO×KOTO アルバム、「あまねく」「I am here」収録、Studio N.A.T、2013年）
- スライド・パラノイア/Slide Paranoia （村田厚生アルバム、「Inner Mirror for trombone and electronics」収録、ENZO Recordings、2013年）
- ASPIDISTRAFLY
  - 『A LITTLE FABLE』 （ストリングスアレンジ、2011年）
  - 『Altar of Dreams』 （ピアノ、ストリングスアレンジ、2022年）

## 映画音楽
- 春のゆらぎ （横井真紀監督作品、2006年）
- 『名前のない道』 TOUR DE TSUMARI （企画 ： 伊藤嘉朗、泉山朗土、相澤久美、制作 ： silent voice、2014年）
- 物体-妻が哲学ゾンビになった- （伊刀嘉紘監督作品、2023年）
- ショートフィルム
  - 「紫陽花の山」 （西川文恵監督作品、2019年）
  - 「JOMON わたしのヴィーナス」 （西川文恵監督作品、2023年）

## TVCM
- 大和証券 （2000年）
- オンワード組曲 （2000年・2001年）
- キユーピーマヨネーズ （2001年）
- ACジャパン「IMAGINATION/WHALE」（「鯨・イマジネーション」） - 2002年、本CMはカンヌ国際広告祭・アジア太平洋広告祭各部門・One Show・クレスタ賞・クリオ賞・ニューヨークADC賞・全日本CMフェスティバル等にて種々の賞を受賞
- ポカリスエット （2002年）
- ユニクロ
  - Baby （2003年）
  - エクストラファインメリノ（2019年）
- DTC/トリロジー （2003年－2005年）
- ソニー PlayStation 3 （2007年）
- ソニーモバイルコミュニケーションズ W62S （2008年）
- 資生堂 ホワイトルーセント （SHISEIDO WHITE LUCENT） （2009年）
- たかの友梨ビューティクリニック （2010年）
- プリンセス・クルーズ （2013年）
- JSR （2018年）他

## 楽曲提供・音楽担当
- NHK制作「ビッグウェーブサーファー ～世界最大の波を求めて～」DVD版（2018年）
- NHK BS1スペシャル「筋肉女子～スーパー美ボディへの道～」（2019年）
- NHK札幌放送局制作 BS8K「天塩川～氷の一本道の物語～」（2021年）
- 他

## 活動

### 委嘱作品
- 1999年 7月　東京の夏音楽祭 ： 邦楽器グループ 糸 「夢がひとつ。」 （草月ホール/東京）
- 2000年11月　ギター×オーボエ×コンポーザー ： 「Points & Lines」 （アサヒビールロビー/東京）
- 2006年
  - 7月　螺鈿隊サマーコンサート ： 「canon for 52 strings」 （MUSICASA/東京）
  - 12月　成蹊大学ギターソサイエティコンサート ： 「3 Canons for Guitar ensemble and double basses」 （中野ZERO小ホール/東京）
- 2009年11月　箏衛門ライブvol.24 ： 「We Are Still All Connected」 （MUSICASA/東京）
- 2010年
  - 7月　すみだ川アートプロジェクトSUPER JULY!! 「Ceremony」 ： 聖歌隊 CANTUS 「Love Celestial」 （Asahiアートスクエア/東京）
  - 12月　田中悠美子ミュージックパフォーマンス「たゆたうた」 ： 「心の澄むものは」及びシアター音楽 （Asahiアートスクエア/東京）
- 2013年 
  - 1月　Dual KOTO×KOTO ニューイヤーコンサート ： 「あまねく」 （稲城市立ｉプラザ ホール/東京）
  - 4月　コンテンポラリー・デュオ　村田厚生 & 中村和枝 ： 村田厚生「Inner Mirror」 （杉並公会堂/東京）
  - 12月　和の魅力発見シリーズ Traditional+ vol.4 現代に生きる日本の伝統楽器 ： 「BreathGenesis」 （スパイラルホール/東京）
- 2021年 3月　村田厚生トロンボーン・ソロリサイタル　：　「あるいは修羅の十億年」 （杉並公会堂/東京）他

### パフォーマンス
- 2002年 2月　The machinery of Joy ： ソロアルバムリリースライブ （Uplinkファクトリー/東京）
- 2003年11月　Seigen Ono Plus ： real time audio constructing （Comme des garcons/大阪）
- 2004年 1月　日本の作曲・21世紀へのあゆみvol.27「響きの東西II」 ： 柴田南雄作品「閏月棹歌」の電子装置担当 （紀尾井ホール/東京）
- 2005年
  - 1月　Lontano in concer ： ソロアルバムリリースライブ （superdelux/東京）
  - 2月　Music Night ： 藤原道山と共演 （Apple Store Ginza/東京）
  - 7月　Ooo オルガン・オルケストラ・オルガナイゼイション 「ひかり祭」 ： 作曲、粟野ユミト、嶋田力他と共演 （牧郷ラボ/神奈川）
  - 10月　Further Than ‘Lontano’ ： マルチチャンネルイメージ&サウンドプログラミング、lontano strings quartet（花田和加子、古川仁菜、中島久美、徳澤青弦）と共作 （Asahi アートスクエア/東京）
- 2006年 6月　松井茂「ExFormation」の詩学 ： 「てのおと、おとのて」 （UPLINK FACTOR/東京）
- 2007年
  - 2月　音楽文化研究室主催orb vol.4 （川越市立美術館アートホール/埼玉）
  - 3月　－光の鼓動－ “ZAIM de FESTA” ： サポート・石川高（笙） （Zaim/横浜）
  - 8月　Protoplasm Concert ： ソロアルバムリリースライブ、サポート・石川高（笙） （STARNET RECODE/栃木）
  - 8月　金沢ソロ＋IRON CODE リハーサル・セッション ： 金沢健一、久保田晃弘と共演 （川越市立美術館市民ギャラリー/埼玉）
  - 9月　ノシロナオコ「そこにある身体」 （Raft/東京）
  - 9月　金沢健一「音のかけら」とパフォーマンス ： 金沢健一、久保田晃弘と共演 （上野の森美術館ギャラリー/東京）
  - 12月　フェリス音楽コンテンツフォーラム ： ゲストアーティスト、 pianaと共演 （BankART 1929 Yokohama/神奈川）
  - 12月　ピアノと音のかけらの間に ： 金沢健一と共演 （東京藝術大学千住校/東京）
- 2008年
  - 6月　Abnormal Echo vol.5 ： 石川高（笙）と共演 （loop-line/東京）
  - 8月　IRON CODE Session ： 金沢健一、久保田晃弘、小野寺唯と共演 （川越市立美術館市民ギャラリー/埼玉）
- 2009年 1月　Lexus Xover Performance ： 藤原道山、神田サオリと共演 （Lexus RX Museum/東京）
- 2010年12月　田中悠美子ミュージックパフォーマンス「たゆたうた」 ： 作曲、音楽監修、田中悠美子をサポート （Asahiアートスクエア/東京）
- 2011年
  - 2月　藤原道山 10th Anniversary コンサート with 一ノ瀬響 ： ゲストアーティスト、作曲「After 10 Years」 （千種文化小劇場/愛知）
  - 4月　We "hub" music! vol.03 ： 安田寿之、一ノ瀬響（ゲスト：神田智子）、sakai asuka（ゲスト：上杉優） （SARAVAH東京/東京）
  - 5月　星の影 ： 石川高（笙）と共演 （館林カトリック教会/群馬）
  - 7月　藤原道山コンサート2011「竹林招風」 ： 藤原道山、石垣征山、中村仁樹、松村湧太と共演 （キリスト品川教会・グローリアチャペル/東京）
- 2012年
  - 1月　“Earthrise 2064” in Concert ： ソロアルバムリリース記念コンサート、一ノ瀬響アンサンブル（一ノ瀬響＋神田智子＋花田和加子＋CANTUS） （サローネ・フォンタナ/東京）
  - 5月　イメージ・コンバージョン・ナイト -音による映像の〈改造〉実験- ： ヲノサトル、鈴木治行と共演 （音楽実験室 新世界/東京）
  - 9月　音のかけらと音楽のかたち「未知なる響きへ」 ： 金沢健一、石川高と共演 （川越市立美術館アートホール/埼玉）
  - 12月　Crosss Masayoshi Fujita × Kyo Ichinose Ensemble ： Masayoshi Fujita、Kyo Ichinose Ensemble（一ノ瀬響＋神田智子＋花田和加子＋徳澤青弦） （富士見丘教会/東京）
- 2013年
  - 1月　M1 Singapore Fringe Festival 2013 Art & Entertainment “Fluid Piano” ： ピアノソロコンサート （Esplanade/シンガポール）
  - 2月　実験を楽しむ心 第1回広島電子音楽研究会 ： 生誕100年 船田玉樹展関連イベント （広島県立美術館/広島）
  - 12月　和の魅力発見シリーズ Traditional+ vol.4 現代に生きる日本の伝統楽器 ： 作曲及びエレクトロニクス （スパイラルホール/東京）
- 2016年11月　「Scores Live 1 CHORAL EXTENDED」 ： 金沢健一、曽我部清典と共演 （川越市立美術館アートホール/埼玉）
- 2017年11月・12月　Scores ライブ・パフォーマンス 一ノ瀬響＋曽我部清典＋金沢健一 ： 金沢健一、曽我部清典と共演 （東京アートミュージアム/東京）
- 2019年5月　Corey Fuller + Break Ensemble ： Corey Fuller (Piano + Electronics) / 一ノ瀬響 (Piano) / 須原杏(Violin) / 波多野敦子(Viola) / 千葉広樹(contrabass) （WWW/東京）
- 2023年11月　「絵夢 ～ KITCHEN. LABEL 15 in Tokyo」 ： ASPIDISTRAFLY Ensemble (with Kyo Ichinose / Shione Yukawa / Seigen Tokuzawa Quartet) （WWW/東京）
- 他

### 展示作品
- 2000年10月　Cyber Seed ： サウンドデザイン、小阪淳と共作 （Sony Explora Science/北京）
- 2001年 8月　Shadow Rays ： サウンドデザイン、奥村理絵と共作 （感覚ミュージアム/宮城）
- 2003年 4月　一日/A DAY（生命のリズム） 「日本科学未来館  時間旅行展」 ： サウンドデザイン、Living World主制作作品の音楽担当 （日本科学未来館/東京）
- 2004年
  - 2月　Clouds 「メディアアート展 “in the tube”」 ： サウンドデザイン、 Living Worldと共作 （みなとみらい駅/横浜）
  - 3月　うごくつみき ： サウンドデザイン及びプログラミング、小阪淳と共作 （沖縄こどもの国ワンダーミュージアム/沖縄）
- 2006年 8月　風を待つ部屋 ： インスタレーション、Living Worldと共作 （STARNET ZONE/栃木）
- 2013年
  - 2月　音楽家の写真展 ： 写真及びサウンドトラック、安田寿之、伊藤秀樹と共同開催 （foo/東京）
  - 11月　音のかけらと音楽のかたち2013 《“層－8枚の板による”120のヴァリエーション》の音楽 ： 金沢健一の作品《“層－8枚の板による”120のヴァリエーション》、およびその制作規則に基づく音楽の展示 （川越市立美術館アートホール/埼玉）
- 2015年 7月‐9月　48th Sony Aquarium ： ドキュメンタリー映像作品 “SIGNS OF LIFE” 音楽 （ソニービル/東京）
- 2016年11月　音のかけらと音楽のかたち2016 Scores 2 ： 金沢健一の作品「Scores」に基づく音楽の制作 （川越市立美術館アートホール/埼玉）
- 2017年11月‐12月　Scores 彫刻 音楽 建築 Part 2 金沢健一＋一ノ瀬響＋曽我部清典 ： 金沢健一（彫刻）、曽我部清典（トランペット）とのコラボレーション （東京アートミュージアム/東京）
- 2019年11月　金沢健一 ＋ 一ノ瀬響 彫刻/音楽 抽象の方法論 （川越市立美術館アートホール/埼玉）
- 他

### その他
- 田中悠美子DVD「ミュージックパフォーマンス」（2016年） - オリジナル公演の音楽監督等
- 飛騨高山美術館 Hida Takayama Museum of Art （2024年） - 音楽制作